# Tephrochlamys puerla
Tephrochlamys puerla är en tvåvingeart som först beskrevs av Camillo Rondani 1867.  Tephrochlamys puerla ingår i släktet Tephrochlamys och familjen myllflugor.
Artens utbredningsområde är Italien. Inga underarter finns listade i Catalogue of Life.